# Elrio van Heerden
Elrio van Heerden (Port Elizabeth, 11 luglio 1983) è un ex calciatore sudafricano, centrocampista.

## Carriera

### Club
Elrio van Heerden ha cominciato la carriera nella scuola calcio del Copenaghen a Port Elizabeth, in Sudafrica. È arrivato in Danimarca nel 2002, dove ha passato i primi due anni in panchina. Ha effettuato il debutto nel 2004, in una partita contro l'Aalborg al Parken Stadium. Nella stessa partita, è andato in rete siglando il gol del pareggio, poco prima del fischio finale. Grazie a quella rete, il Copenaghen ha messo al sicuro la vittoria del titolo, arrivata la settimana dopo con il successo per quattro a due sul Nordsjælland.
Il 24 gennaio 2006, è passato al Club Brugge, dove ha passato tre anni e per cui ha segnato due reti in sessantasette apparizioni.
Il 2 giugno 2009, è stato annunciato il suo passaggio al Blackburn, in Premier League, arrivando a parametro zero.

### Nazionale
Ha giocato venticinque partite per il Sudafrica ed ha segnato tre reti. La prima di queste è arrivata il 6 luglio 2005, durante la CONCACAF Gold Cup 2005, nella sfida contro il Messico. Ha partecipato alle edizioni 2006 e 2008 della Coppa delle Nazioni Africane, oltre ad essere stato selezionato per la Confederations Cup 2009.